# Grand-Union-Kanal

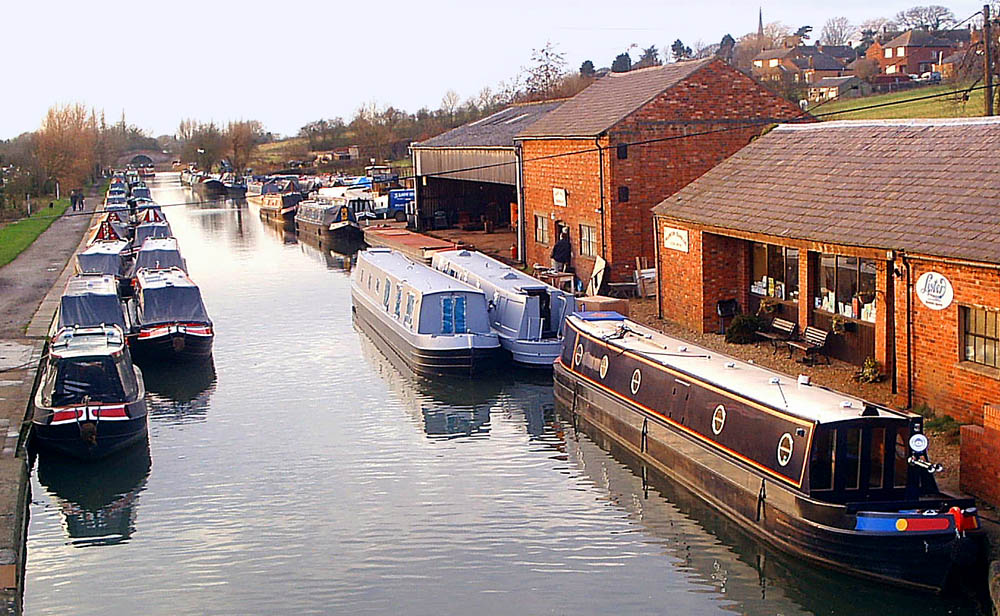
Der Kanal bei Braunston

Der Grand-Union-Kanal in England ist Teil des britischen Kanalsystems. Er ist die große Hauptverbindungsader der englischen Binnenschifffahrt zwischen den wirtschaftlichen und industriellen Zentren London und Birmingham. Der Kanal ist 220 km (137 Meilen) lang und hat 166 Kanalschleusen. Stichkanäle führen von der Hauptstrecke u. a. nach Leicester, Slough, Aylesbury, Wendover und Northampton.
Die Bezeichnung „Grand-Union-Kanal“ war ursprünglich der Name eines Kanals, der heute noch als Teilstück des Stichkanals nach Leicester besteht. Dieses wird heutzutage als Old-Grand-Union-Kanal bezeichnet.

## Geschichte

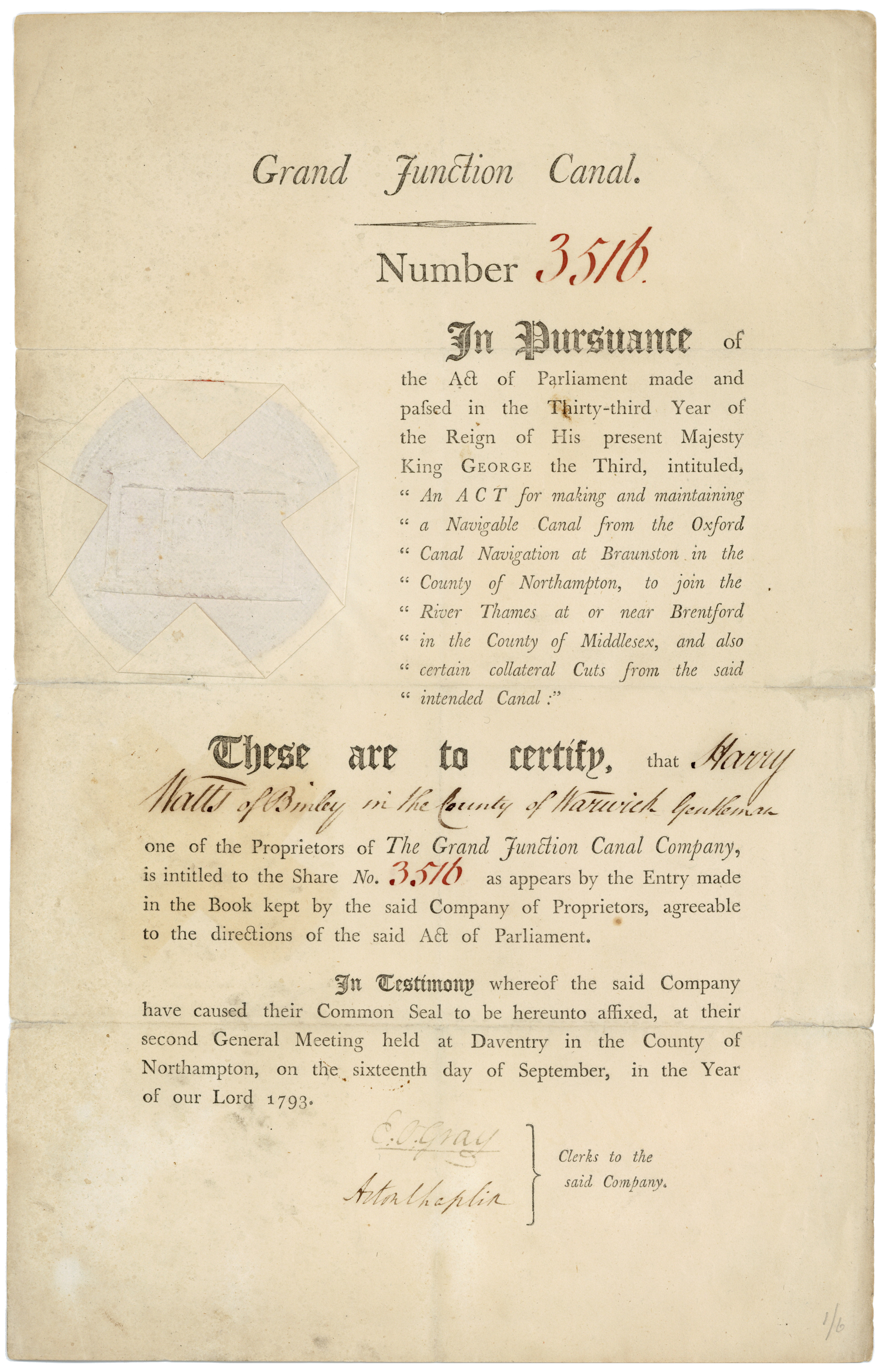
Gründeraktie der Company of Proprietors of the Grand Junction Canal, ausgegeben in Daventry am 16. September 1793.
Die Kanalgesellschaft war befugt 500.000 £ in 100-£-Aktien aufzubringen. Sollte diese Summe nicht ausreichen, konnten weitere 100.000 Pfund beschafft werden, entweder durch die Aufnahme neuer Aktionäre oder durch die Verpfändung der Mautgebühren des Kanals. 1927 wurde die Gesellschaft von der Regent’s Canal Company übernommen.

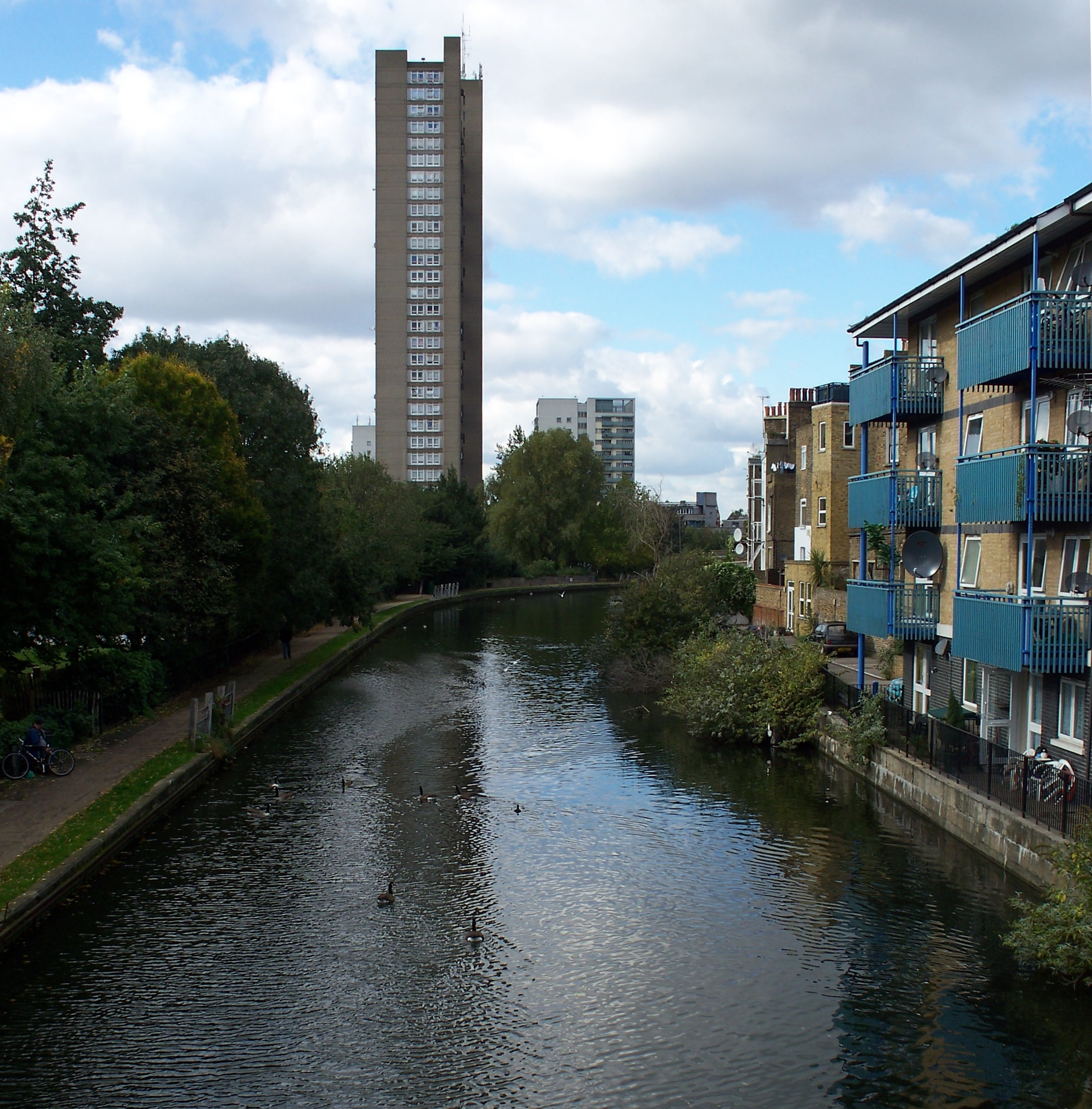
Der Grand-Union-Kanal bei Westbourne Park, London

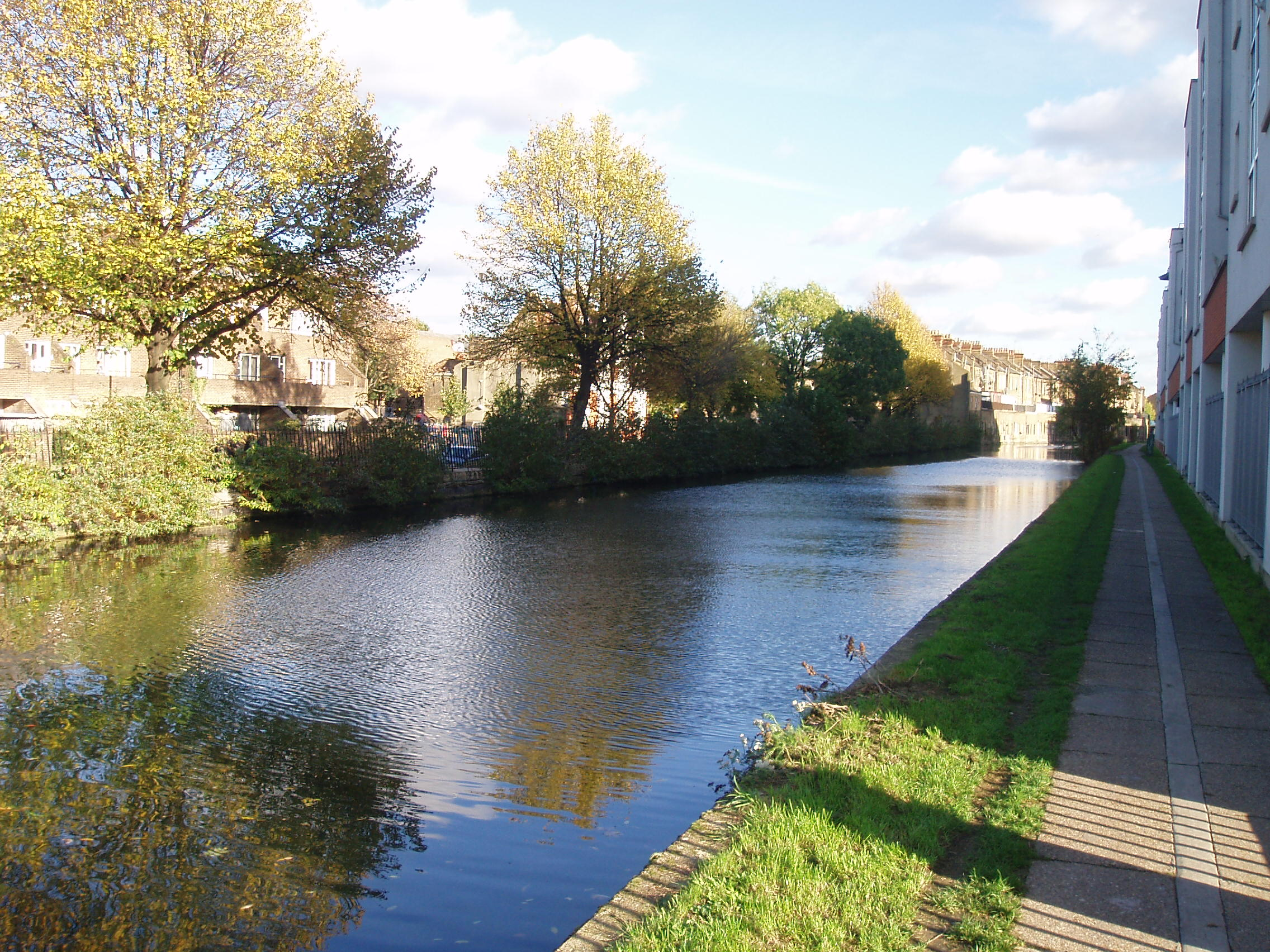
Der Grand-Union-Kanal bei Westbourne Park, London

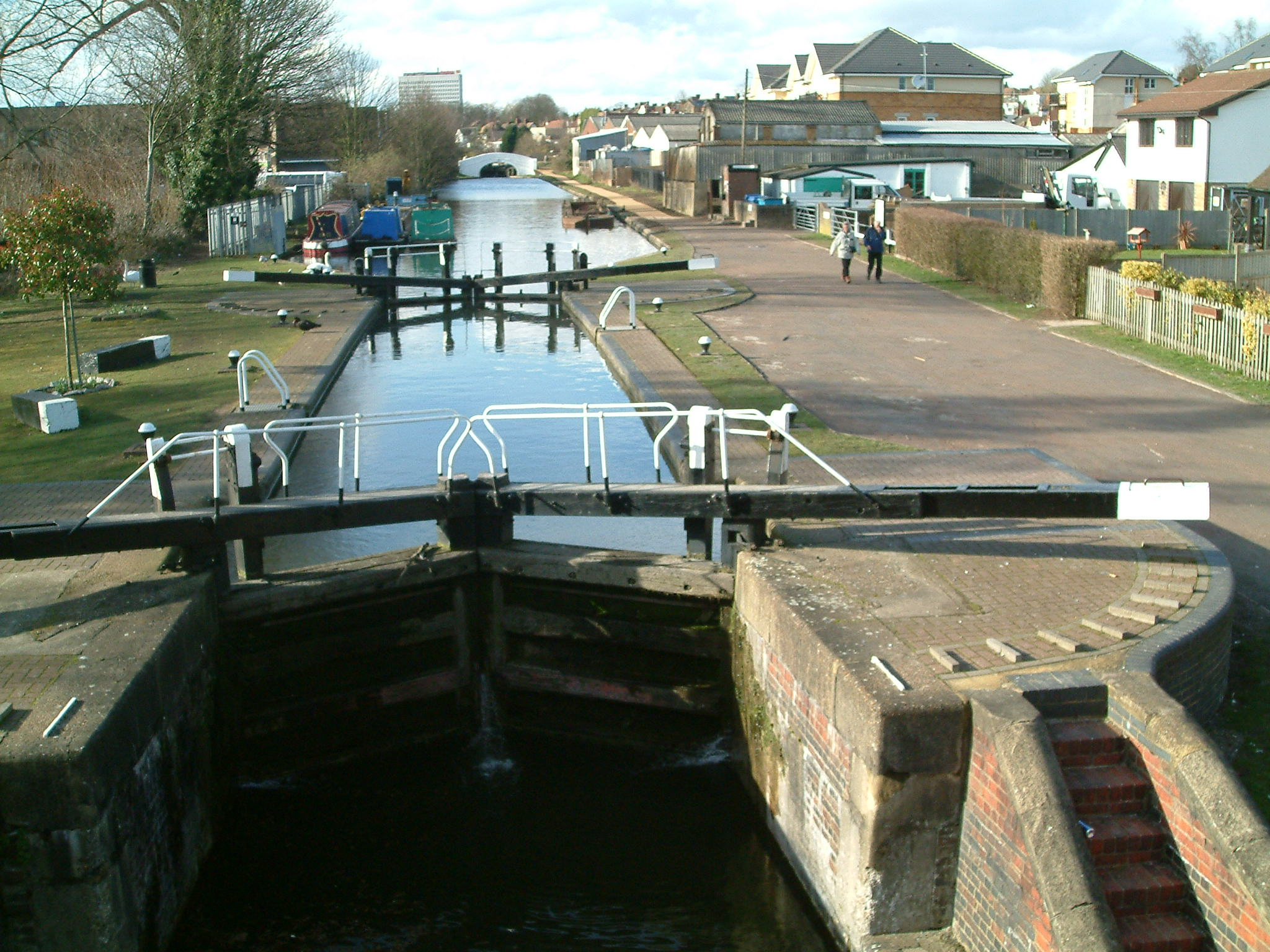
Eine Schleuse bei Apsley

Zur Mitte des 19. Jahrhunderts spürten die privat finanzierten Narrowboat-Kanalgesellschaften die aufkommende Konkurrenz der Eisenbahn. Ein großer Teil des Fracht- und Personenverkehrs verlegte sich vom Binnenschiff, dem Narrowboat, auf die schnellere und modernere Eisenbahn. Zunächst fiel den Kanalgesellschaften, um sich im Markt zu halten, nur die Senkung der Frachtraten ein. Mit dem Ausbau der Überlandstraßen und dem Lastkraftwagen als seinem Verkehrsmittel im frühen 20. Jahrhundert musste eine andere Lösung gefunden werden, um konkurrenzfähig zu bleiben. In dieser Situation entschlossen sich die Kanalgesellschaften des Regent’s Canal und des Grand Junction Canal zu fusionieren und die von ihnen betriebenen Kanäle zu modernisieren. So sollten die Kanäle vertieft und verbreitert sowie die Brücken- und Schleusenmaße den dann breiteren Kanälen angepasst werden. Darüber hinaus sollte das bisherige Standardbinnenschiff, das 21 m lange, aber nur 2,1 m breite Narrowboat, das eine pferdegetreidelte Nutzlast von 30 t erreichte, durch ein doppelt so breites sogenanntes broad boat (oder wide beam boat) mit einer Nutzlast von 66 t ersetzt werden. Durch den Zweiten Weltkrieg wurde die Vollendung des Modernisierungsprogrammes jedoch gestoppt, so dass auch bis zur Einstellung des kommerziellen Frachtverkehrs im Winter 1962/63 das schmale dieselbetriebene Narrowboat mit unmotorisiertem Begleitschiff (dem „butty“) das Standardbinnenschiff auf dem Grand-Union-Kanal blieb. Einzig die Erweiterung der Schleusen auf eine Breite von 4,27 m von der Themse bis südlich von Birmingham (Camp Hill) ist realisiert worden. Nach Birmingham selbst gelangen auch heute noch nur Narrowboats.
Der Grand-Union-Kanal in seiner heutigen Form entstand aus dem Zusammenschluss verschiedener Kanäle zum 1. Januar 1929:
Großraum London
- Regent’s Canal – 1. Gründungsgesellschaft
- Hertford-Union-Kanal – 1857 erworben von Regent’s Canal Gesellschaft

Hauptstrecke
- Warwick-und-Napton-Kanal – 1927 erworben von Regent’s Canal Gesellschaft
- Warwick-und-Birmingham-Kanal – 1927 erworben von Regent’s Canal Gesellschaft
- Birmingham-und-Warwick Junction-Kanal – 1927 erworben von Regent’s Canal Gesellschaft
- Grand-Junction-Kanal – 1927 erworben von Regent’s Canal Gesellschaft

Leicester Stichkanal
- Old-Grand-Union-Kanal – 1894 erworben von der Grand-Junction-Kanalgesellschaft
- Leicestershire-und-Northamptonshire-Union-Kanal – 1894 erworben von der Grand-Junction-Kanalgesellschaft
- Leicester Navigation – 1932 erworben von der Grand-Union-Kanalgesellschaft
- Loughborough Navigation – 1932 erworben von der Grand-Union-Kanalgesellschaft
- Erewash-Kanal – 1932 erworben von der Grand-Union-Kanalgesellschaft

Ein etwa 8 km langer Abschnitt des Oxford-Kanals zwischen Braunston and Napton ist noch heute Teil der Hauptstrecke des Grand-Union-Kanals. Es gab zeitweise Pläne zum Erwerb des Oxford-Kanals und auch des Coventry-Kanals durch die Grand-Union-Kanalgesellschaft; diese wurden aber bis zur Verstaatlichung des Kanalsystems im Jahr 1948 nicht durchgeführt.
Der Abschnitt der Hauptstrecke zwischen Brentford (London) und Braunston (ehemals der Grand-Junction-Kanal) war bereits ein „wide“- oder „broad“-Kanal, dessen Schleusen schon von Beginn an zwei Narrowboats nebeneinander oder ein „wide“-boat mit einer Breite von 4,27 m aufnehmen konnten.
Der ältere Kanalabschnitt zwischen Braunston und Birmingham war noch als narrow-Kanal gebaut worden. Seine Schleusen nahmen nur ein bis zu 2,10 m breites Narrowboat auf. Ein Parlamentsgesetz aus dem Jahr 1931 autorisierte die Modernisierung dieses Kanalabschnitts zur Verdopplung der Schleusenbreite und Vertiefung des Kanalbettes; diese war 1937 abgeschlossen.
Die in diesem Abschnitt des Grand-Union-Kanals vorgenommenen Modernisierungen unterblieben aber in den anderen Teilen des Kanalsystems. So wurde der Abschnitt Braunston – London nicht vertieft und die Schleusen nördlich von Camp Hill bis Birmingham verblieben als narrowboat-Schleusen mit einer Breite von 2,10 m.
Der Seitenkanal von Norton Junction bis zum Fluss Trent, der als „Leicester Line“ bezeichnet wird, ist zwischen Norton und Foxton ein „narrow“-Kanal. Von Foxton bis Leicester ist er ein „wide“-Kanal. Ab Leicester bis zum Trent ist der Fluss Soar kanalisiert und mit „wide“-Schleusen ausgestattet worden. Ein Gesetz von 1931 erlaubte auch hier den durchgängigen Ausbau auf „wide“-Schleusen, doch wurde dies bislang nicht umgesetzt.
Der Grand-Union-Kanal wurde mit den meisten anderen Kanälen 1948 nationalisiert und zuerst durch die British Transport Commission, ab 1962 durch British Waterways verwaltet. Der kommerzielle Frachtverkehr erholte sich von dem strengen Winter 1962/63, der die Kanäle wochenlang zugefroren hielt, letztlich nicht mehr.
In den 1970er Jahren stellten auch die letzten verbliebenen Frachtunternehmen den Verkehr ein.
Dennoch ist der Grand-Union-Kanal heute vitaler als jemals zuvor, da die Freizeitschifffahrt die absolute Zahl der früheren kommerziellen Frachtschiffe inzwischen bei weitem überflügelt hat. Die anliegenden Gemeinden erkennen den Freizeit- und Erholungswert des Kanals und investieren in den Erhalt und Verbesserung der Infrastruktur. Selbst der vollständige Neubau eines ca. 26 km langen Verbindungskanals von Milton Keynes nach Bedford zum Fluss Great Ouse ist im Bau, der erste neuprojektierte Kanal in England seit fast 100 Jahren. Die Verwaltung erfolgt seit 2012 durch den Nachfolger von British Waterways, den gemeinnützigen Canal & River Trust.